# مقبس إي أم 3
مقبس إي أم 3 (بالإنجليزية: Socket 3) هو مقبس وحدة المعالجة المركزية من إنتاج شركة إي أم دي لتبدل مقبس إي أم 2 ومقبس إي أم 2+ للحواسيب المكتبية. وأكدت شركة إي أم دي أن معالجات المستخدمة في مقبس إي أم 3 سوف تعمل على مقبس إي أم 2 وإي أم 2+
ولكن الوحدات المعالجة المستخدمة لمقبس إي أم 2 وإي أم 2+ لن تعمل على مقبس إي أم 3 لفقدانها لمتحكم بالذاكرة من نوع دي دي آر 3 والذي يستخدمه مقبس إي أم 3.
فقامت شركة إي أم دي بإزالة إبرتين من وحدات إي أم 3 لتجعل وحدات إي أم 2 وإي أم 2+ غير صالحة للاستعمال في مقبس إي أم 3.
وبإمكان معالجات إي أم 3 أن تستخدم ذاكرة الوصول العشوائي من نوع دي دي آر 2 ودي دي آر 3 ولكن ليس على نفس لوحة الأم (وهذا مما ساعد على قدرتها لاستخدام مقبس إي أم 2 وإي أم 2+ الداعمين لذاكرة دي دي آر 2).

## راجع أيضاَ
الرابط الفائق
إيه إم دي